# Rezvani Beast
Der Rezvani Beast ist ein Supersportwagen, entwickelt von der amerikanischen Sportwagenmanufaktur Rezvani Motors mit Sitz in Santa Monica, Kalifornien. Das Auto basiert auf den Sportwagen Ariel Atom und Lotus Elise (für das Beast Alpha X Blackbird), die sie als Chassis verwenden. Der Rezvani Beast wird seit 2014 auf Bestellung produziert.

## Konzept
Fahrwerk und Antriebsstrang des Rezvani Beast stammen aus dem britischen Hochleistungssportwagen Ariel Atom. Anders als der völlig offene Atom hat der Rezvani Beast jedoch eine aus kohlenstofffaserverstärktem Kunststoff (CfK) gefertigte Karosserie. Türen und eine Windschutzscheibe sind dagegen in der Basisversion nicht vorgesehen. So soll das Gewicht des Sportwagens möglichst niedrig gehalten werden. Das Design stammt von Samir Sadikhov.

## Produktion
Rezvani Motors kündigte im Mai 2014 an, den Rezvani Beast ab sofort auf Bestellung zu bauen. Produziert wird er in Kalifornien bei N2A Motors, ein Hersteller, der auf Sonderanfertigungen spezialisiert ist. Allerdings wurden auch Zweifel an der tatsächlichen Umsetzung des Projektes laut, da dieser Hersteller bereits im Jahr 2013 unter dem Firmennamen Bulleta Motors einen Sportwagen auf den Markt bringen wollte. Der auf dem Lotus Evora basierende RF22 hatte es jedoch nie in die Fertigung geschafft.

## Motorisierung
Der Rezvani Beast wird von einem Reihenmotor mit vier Zylindern und zwei obenliegenden Nockenwellen angetrieben. Zwei Versionen stehen zur Wahl: Ein Motor mit zwei Litern Hubraum und Kompressor, der 232 kW (315 PS) und ein maximales Drehmoment von 324 Nm erreicht und ein 2,4-Liter-Motor mit Kompressor- und Turboaufladung mit einer Leistung von 368 kW (500 PS) und einem maximalen Drehmoment von 580 Nm. Über ein handgeschaltetes Sechsganggetriebe und ein Sperrdifferenzial werden die Hinterräder angetrieben. So kommt der Rezvani Beast in 2,7 Sekunden auf 100 km/h.